# J·P·謝弗
J·P·謝弗（英語：Jarrett Schaefer，1979年—），是一名美國電影導演和編劇。他的首部作品《第27章》於2007年首映，受到了2007年聖丹斯電影節以及媒體和評論界的廣泛關注。

## 生平
謝弗出生於德國的美國空軍基地，但在美國長大。他曾在加利福尼亞州洛杉磯的南加州大學學習電影寫作。畢業後，他在《Fade In》雜誌擔任編輯，並在一家音像店工作，業餘時間寫劇本和詩歌。
謝弗於2007年首次推出了一部長篇電影，這部電影名為《第27章》，講述了馬克·大衛·查普曼謀殺約翰·列侬的故事，發生在1980年12月。電影旨在探索查普曼的內心世界。謝弗花了四年的時間來編寫劇本，但一旦完成，電影製作進展迅速。在製片人亞歷山卓·米爾坎和羅伯特·薩萊諾的協助下，謝弗選擇了傑瑞德·萊托出演馬克·大衛·查普曼。
《第27章》於2007年在聖丹斯電影節首映，受到了影評人的褒貶不一的評價。隨後，於2008年3月28日在美國有限院線上映。這部電影被認為是2007年最具爭議的電影之一 。該電影受到了影評人的高度讚揚，他們稱讚了對馬克·大衛·查普曼在1980年12月約翰·列侯被謀殺前幾天精神狀態的描繪 。謝弗還在蘇黎世電影節上獲得了首映獎。

## 外部連結
- J·P·謝弗在互联网电影资料库（IMDb）上的資料（英文）